# Esther Inglis Kello
Esther Inglis Kello (1571-1624) foi uma artesã e miniaturista inglesa que possuía muitos talentos em caligrafia, escrita e bordado. Ela nasceu em 1571 em Londres ou Dieppe. Mais tarde, ela morou na Escócia, onde foi criada e casada. Assim como Jane Segar, Inglis sempre assinava seus trabalhos e frequentemente incluía autorretratos em seus escritos. Por outro lado, Inglis fez uma carreira de sucesso baseada em livros manuscritos criados para patronos reais. Durante sua vida, Inglis criou aproximadamente 60 livros em miniatura que demonstram seu talento como calígrafa, pintora, retratista e bordadeira. Ela dedicou seus livros principalmente aos soberanos Elizabeth I e James I da Inglaterra ou a pessoas poderosas de seus reinados. Ela morreu em 1624 aos 53 anos.